# Youx
Youx ist eine französische Gemeinde mit 871 Einwohnern (Stand 1. Januar 2022) im Département Puy-de-Dôme in der Region Auvergne-Rhône-Alpes. Sie gehört zum Arrondissement Riom und zum Gemeindeverband Pays de Saint-Éloy. Die Bewohner nennen sich Vagurods.

## Geografie
Youx liegt in der Landschaft Combraille im Norden des Zentralmassives, etwa auf halbem Weg zwischen Riom und Montluçon.
Die angrenzenden Gemeinden sind Montaigut-en-Combraille im Norden, Saint-Éloy-les-Mines im Nordosten, Menat und Neuf-Église im Südosten, Teilhet im Süden, Le Quartier im Südwesten sowie La Crouzille im Nordwesten.
Durch das 1913 Hektar umfassende Gemeindegebiet fließt die obere Bouble. Unmittelbar westlich des Dorfes Youx erstreckt sich mit dem Forêt Domaniale du Quartier das größte Waldareal im Gemeindegebiet. In diesem Mischwald befindet sich mit 743 m auch die höchste Erhebung in der Gemeinde, während das Rathaus von Youx auf 623 m Meereshöhe liegt.
Zu Youx gehören neben dem Dorf Youx weitere Dörfer und Weiler:
- Montjoie, das größte Dorf in der Gemeinde
- Laval
- Les Cros
- La Cité de Pigoil, eine ehemalige Bergarbeitersiedlung
- Le Sucharet
- Le Puy Malet
- Ladoux
- Montchaujoux

## Bevölkerungsentwicklung
Zur Mitte des 19. Jahrhunderts bewegte sich die Einwohnerzahl von Youx zwischen 600 und 700 Bewohnern. Mit dem Steinkohleabbau in den nahen Zechen von Saint-Éloy-les-Mines und dem Bau von Arbeiterunterkünften auch in Youx wuchs die Bewohnerzahl und erreichte 1954 mit 1945 Einwohnern den bisherigen Höchststand. Die Schließung der letzten Zeche im Jahr 1978 leitete eine Verstärkung des ohnehin latenten Bevölkerungsrückganges ein.
| Jahr      | 1962 | 1968 | 1975 | 1982 | 1990 | 1999 | 2006 | 2013 | 2022 |
| --------- | ---- | ---- | ---- | ---- | ---- | ---- | ---- | ---- | ---- |
| Einwohner | 1860 | 1747 | 1512 | 1297 | 1115 | 1002 | 1010 | 946  | 871  |

Die Zahlen basieren auf den Daten von annuaire-mairie und INSEE.

## Sehenswürdigkeiten

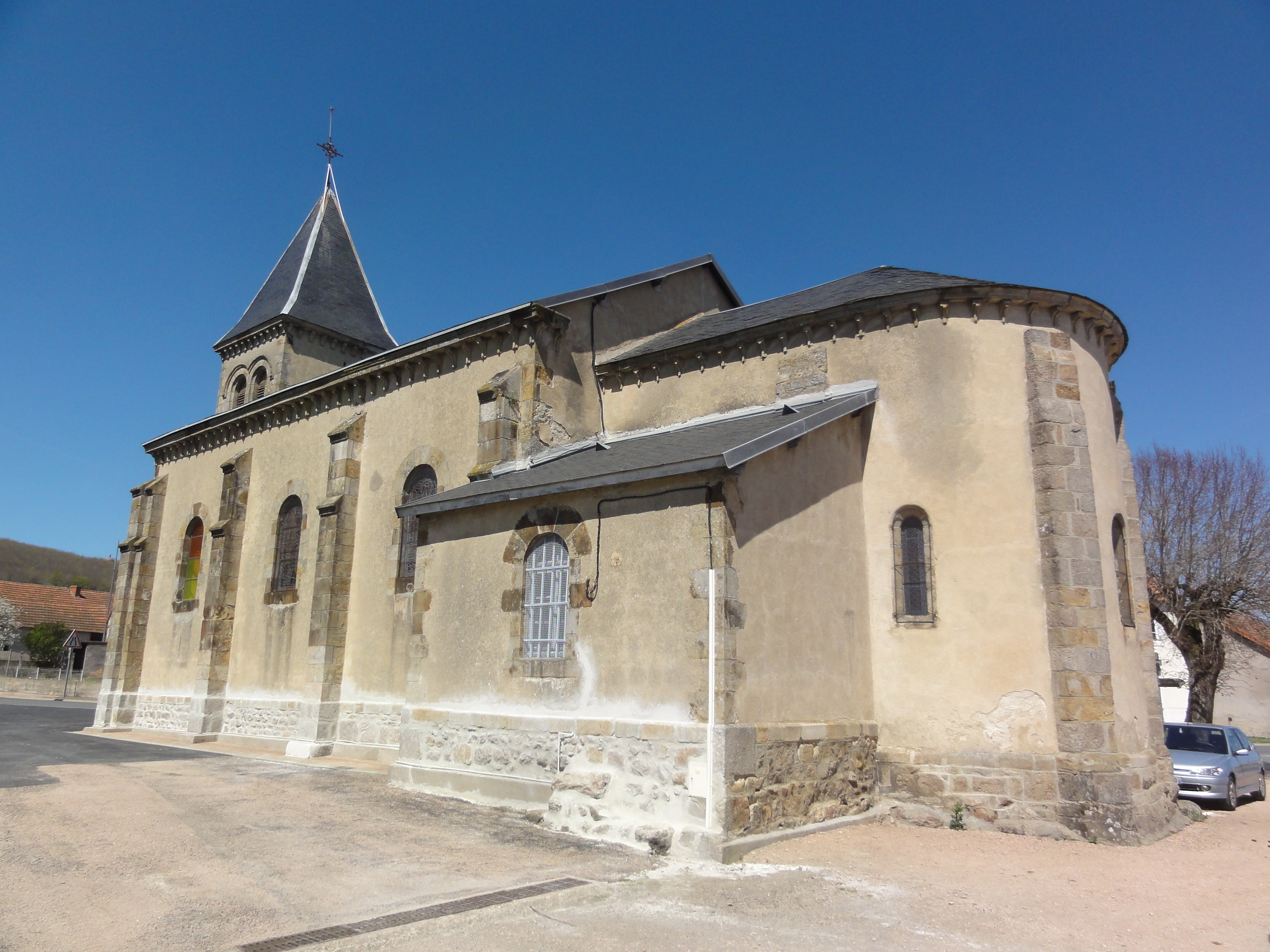
Kirche Saint-Martin

- Kirche Saint-Martin in Youx aus dem 19. Jahrhundert
- Kapelle Montjoie
- mehrere Wegkreuze

Wegkreuze in Youx
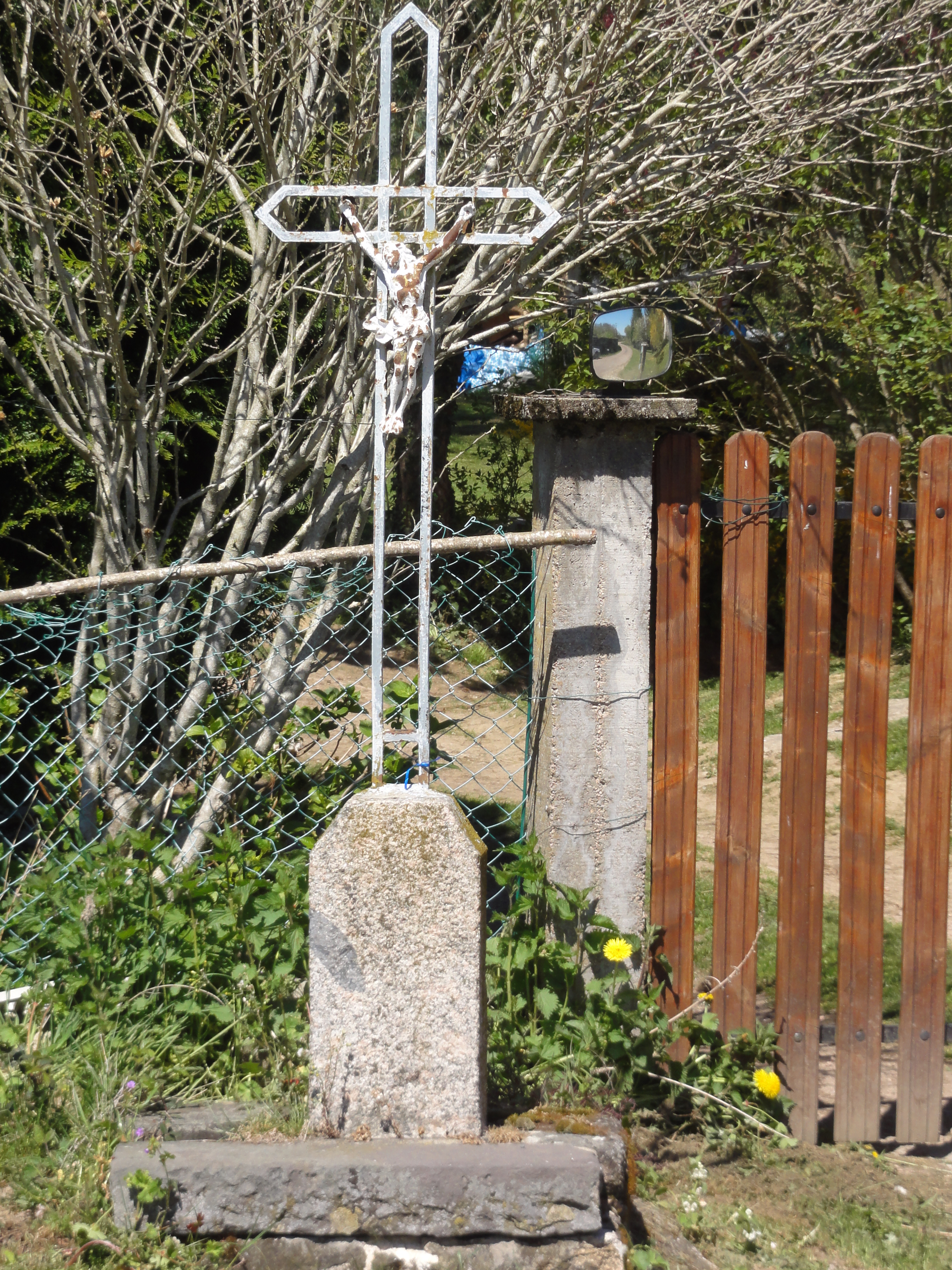
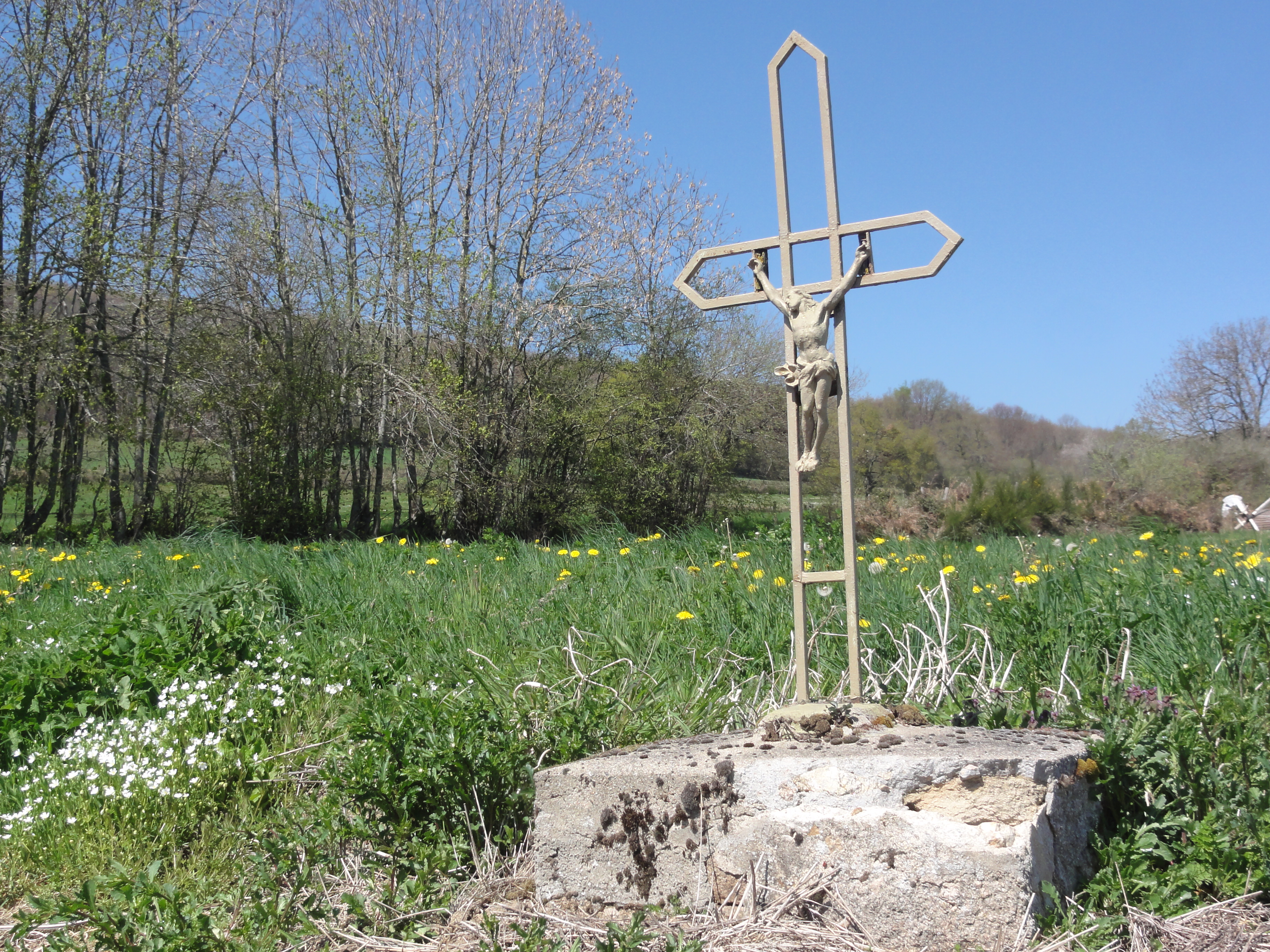
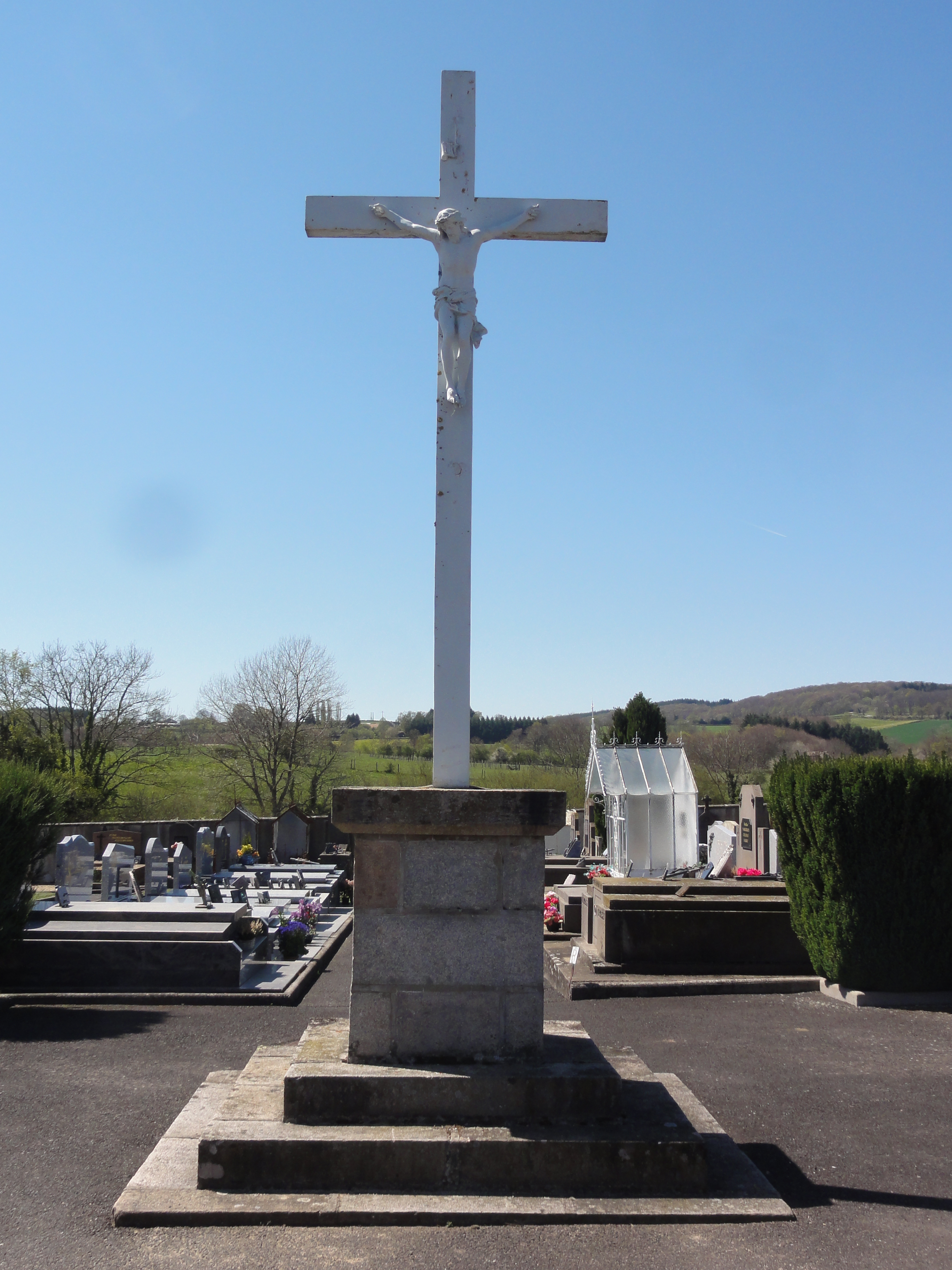

## Wirtschaft und Infrastruktur
In der Gemeinde sind 15 Landwirtschaftsbetriebe ansässig (Getreide- und Gemüseanbau, Pferde-, Rinder-, Ziegen- und Schafzucht, Schweinehaltung).
Durch die Gemeinde Youx führt die Fernstraße von Auzances über Pionsat nach Montaigut-en-Combraille (D 988). Die Bahnstrecke von Lapeyrouse nach Volvic mit Halt in Youx wurde 2007 stillgelegt.

## Belege
1. ↑  Youx, auf cassini.ehess
2. ↑  Youx, auf INSEE
3. ↑  Landwirtschaftsbetriebe auf annuaire-mairie.fr (französisch)